# Национално знаме на Индия
Знамето на Индия е възприето в съвременния му вид на 22 юли 1947 година, малко преди постигането на независимост на страната от Великобритания на 15 август 1947 г.
Изображението се състои от 3 хоризонтално разположени ивици в оранжево (по-точно в цвят шафран), бяло и зелено (най-отдолу). В бялата част е избродиран в синьо символът Ашока чакра (колело на закона).

## Знаме през годините
- Британска Индия (1858 – 1947)